# 臼田宇宙電波觀測所
臼田宇宙電波觀測所（臼田宇宙空間観測所）是日本宇宙航空研究開發機構的設施，位於長野縣佐久市（原為長野縣臼田市；臼田於2005年併入佐久市）的一個太空船追蹤站，於1984年10月開放。臼田宇宙電波觀測所的主要特點是兩個大型波束波導天線，一個較舊的64公尺天線和一個較新的54公尺拋物面天線。
臼田宇宙電波觀測所是第一個採用波導技術建造的深空天線。雖然這種結構大大簡化了電子設備的安裝和維護，但之前人們認為它的噪音性能較差。不過，噴射推進實驗室（JPL）測試了該天線，發現其噪音性能優於傳統的64公尺天線後，其深空網路（DSN）所有後續天線也都改用了這種建造方法。由於64米天線老化，超過設計使用壽命十多年仍在使用，JAXA在附近建造了新的天線，即三朝深空站的54米天線。
美國、中國、俄羅斯、歐洲和印度的深空網路也使用類似的巨型天線。

## 外部連結
- JAXA | Usuda Deep Space Center
- JAXA｜Space Tracking and Communications Center Home Page
- Usuda Deep Space Center ｜ About ISAS ｜ ISAS (jaxa.jp)